# 汪思
汪思（1483年—？），字德之，號方塘，直隸徽州府婺源縣人，民籍，明朝政治人物。

## 生平
正德二年（1507年）丁卯科應天鄉試第五名舉人，十二年（1517年）中式丁丑科會試第二百十一名，二甲第四十六名進士。選翰林院庶吉士，十四年（1519年）八月授兵科給事中。
嘉靖元年（1522年）首薦耆舊大臣石珤、韓文、彭澤等輔佐新政，極論太監崔文、鮑忠、芮賢之罪，薦刑部尚書林俊之忠，力救諫臣劉最，名重一時。二年（1523年）三月升工科右給事中，四月升刑科左給事中，十二月出為廣東按察司僉事，升雲南按察司副使。

## 家族
曾祖汪桐；祖父汪魁，封按察司僉事；父汪生民。母俞氏；繼母曹氏。慈侍下。